# Wólka Nurzecka (gromada)
Wólka Nurzecka – dawna gromada, czyli najmniejsza jednostka podziału terytorialnego Polskiej Rzeczypospolitej Ludowej w latach 1954–1972.
Gromady, z gromadzkimi radami narodowymi (GRN) jako organami władzy najniższego stopnia na wsi, funkcjonowały od reformy reorganizującej administrację wiejską przeprowadzonej jesienią 1954 do momentu ich zniesienia z dniem 1 stycznia 1973, tym samym wypierając organizację gminną w latach 1954–1972.
Gromadę Wólka Nurzecka z siedzibą GRN w Wólce Nurzeckiej utworzono – jako jedną z 8759 gromad – w powiecie siemiatyckim w woj. białostockim, na mocy uchwały nr 21/V WRN w Białymstoku z dnia 4 października 1954. W skład jednostki weszły obszary dotychczasowych gromad Wólka Nurzecka, Jancewicze, Zubacze i Bobrówka ze zniesionej gminy Klukowicze w tymże powiecie. Dla gromady ustalono 13 członków gromadzkiej rady narodowej.
31 grudnia 1959 z gromady Wólka Nurzecka wyłączono wsie Jancewicze, Bobrówka i Zubacze, kolonię Jancewicze-Dęby oraz przysiółek Turowszczyzna włączając je do gromady Klukowicze, po czym gromadę Wólka Nurzecka zniesiono, włączając jej pozostały obszar (właściwie samą Wólkę Nurzecką) do nowo utworzonej gromady Tymianka.